# Валицька Марта Генріхівна
Марта (Марія) Генріхівна Валицька (справжнє прізвище Кірхгейм; нар. 1881, Київ — пом. 15 лютого 1955, Ленінград) — українська і російська артистка опери (драматичне сопрано), концертна співачка.

## Біографія
Народилась в Києві в родині булочника. Навчалась в Музично-драматичній школі М. Лисенка у класі М. Зотової (1904—1907), потім удосконалювала майстерність в Парижі у П. Віардо.
Солістка московського Большого театру (1907—1908) і петербурзького Маріїнського театру (1910—1917). Співала в Київській російській опері (1908-10, 1918-19, 1920-21). Гастролювала в Большому театрі (1911), а також на оперних сценах в Кисловодська (1919—1920), Владикавказа (1920), Ростова-на-Дону (1921).
Мала сильний, рівний у всіх регістрах, голос з широким діапазоном і глибоким тембром.

## Репертуар
Найкращі оперні партії:
- Ярославна («Князь Ігор» О. Бородіна)
- Юдита («Юдита» А. Сєрова)
- Валентина («Гугеноти» Дж. Мейєрбера)
- Електра («Електра» Р. Штрауса)
- Брунґільда («Валькірія» Р. Вагнера)
- Єлизавета («Тангейзер» Р. Вагнера)
- Гутрун («Загибель богів» Р. Вагнера)

Першою в Києві у 1909 році виконала партію Брунґільди («Валькірія» Р. Вагнера).
В концертах виконувала твори М. Римського-Корсакова, П. Чайковського, С. В. Рахманінова, А. Гречанінова, С. Василенко, Р. Штрауса, Р. Вагнера, а також українські і російські народні пісні.

## Відгуки
С. Ю. Левік у «Записках оперного співака» наводить свої спогади про співачку:

| Тим часом власниця видатного по красі і силі голосу М. Г. Валицька після двох виступів в «Електрі» втратила пластичність звучання і відносно скоро почала втомлюватися від свого звичайного драматичного репертуару, з яким до «Електри» справлялася граючи. Я близько знав цю співачку, дочку київського булочника, що отримала відмінну школу у Віардо та її асистенток. У період репетицій «Електри» вона мені неодноразово говорила, що їй було легше заспівати три рази поспіль Брун-гільду, ніж одноактну Електру. |
Про камерну творчість співачки Каратигін В. писав наступне:

| В її манері трактування романсів широкими мазками і різкими контрастами світлотіні, можливо, відчувається іноді більш оперний, ніж камерний підхід до концертного репертуару, проте смак і такт артистки дозволяють їй знаходити якусь рівнодіючу до стилів естради і сцени та палкого запалу своїх художніх емоцій визначено і сильно заражати аудиторію… |